# Saint-Silvain-Bellegarde
Saint-Silvain-Bellegarde – miejscowość i gmina we Francji, w regionie Nowa Akwitania, w departamencie Creuse.
Według danych na rok 1990 gminę zamieszkiwało 238 osób, a gęstość zaludnienia wynosiła 11 osób/km² (wśród 747 gmin Limousin Saint-Silvain-Bellegarde plasuje się na 401. miejscu pod względem liczby ludności, natomiast pod względem powierzchni na miejscu 306.).